# Behøvling
 "Pfaff" omdirigeres hertil. For andre betydninger af Pfaff, se Pfaff (flertydig).
Behøvling er en af de skikke, der er opfundet af snedkere til brug ved svendeindvielse: det tidspunkt, hvor en lærling var udlært og færdig med at være læredreng og nu stod for at skulle optages i svendenes lav; han skulle med andre ord til at være behøvlet. 
Skikken er enestående, fordi ingen andre fag har haft et så omfattende ceremoniel, og fordi studenterne på Europas universiteter lånte den hos snedkerne. Henning Henningsen er i sin bog skeptisk, når han omtaler lignende skikke i andre danske lav i "Behøvling og Hønsning". Han kan kun berette om karetmagerne. Deres fikserkande findes på Nationalmuseet. Kanden har gennembrudt rand, og ham, der drikker kommer til at spilde, medmindre han kender fidusen og suger øllet op gennem hanken. Sådanne kander findes mange steder, og de er blevet brugt til at narre penge til mere øl fra uindviede. Til alle andre fag bruges udenlandske eksempler. Der synes ikke at være bevaret optegnelser af nogen art om svendeindvielsesskikke på dansk grund – bortset fra snedkernes. Typografernes skikke er af langt senere dato.
Behøvlingsskikken er kommet ind i dansk håndværk med Zünften i begyndelsen af 1600-årene. Den er lånt fra det tyske område. Derfor foregik meget af ceremoniens indhold på tysk; det var meget praktisk, da de nye svende helst skulle tilbringe en tid "på valsen" for at lære nyt. Flertallet gik sydpå som naver.
Det bemærkelsesværdige ved skikken var de mange løjer. Aktørerne var udklædt i fantasifulde dragter: de nye svende bl.a. med horn i panden, eller iført narrehue med bjælder. De kaldes korumper, på tysk Koschwantz eller Kuhschlüssel – en ikke videre flatterende betegnelse, som snart skal vige for en mere høvisk titel. Til stede er en "præst", kaldet Pfaff (vistnok i betydningen pave), nogle faddere, der skulle bevidne den dåb, der indgik i skikken, en klokner (dansk klokker) og en række tilhørere. Præsten holder en lang, ugudelig "høvlepræken", fyldt med grovheder og sexuelle hentydninger. Han fortæller "kosvansen", hvor foragtelig han er, og belærer ham om de fem søjleordner eller de fem søjler.
Den dybere mening var at lærlingen skulle ændres fra en rå træklods til en smuk søjle, hvis fornemste funktion er at bære en tung byrde. Et andet formål med prædikenen var at indvie svenden i fagets særlige skikke som de hilseceremonier, der var nødvendige for at svende kunne kende hinanden og holde bønhaser ude af faget. Kun svende og mestre kendte formularerne; de blev skjult for alle andre.
Under prædikenen hives kandidaten i håret, væltes ned af stolen og mishandles grundigt en sidste gang, før han bliver et anstændigt menneske og en respektabel kollega. Efter prædikenen foregår selve behøvlingen. Her behandles kandidaten som en rå træstamme, der skal både måles, tilhugges og høvles. Udmålingen kunne foregå med en stor passer forsynet med en pensel i enden af det ene ben. Penselen blev dyppet i sort farve og dygtigt ført hen over svendens ansigt. Kanterne blev hugget af ham, og værst gik det ud over "der großen knast", kønsdelene. Den skulle hugges af med mindre en jomfru blandt tilhørerne bad om nåde. Det var gerne mesters datter der her optrådte som uberørt jomfru. Han behandledes med overdimensioneret værktøj, ikke blot høvl, passer og vinkel, men med stemmejern, økse og andet – alt sammen for at omforme ham fra det uvidende, næsten umenneskelige væsen til et nyttigt medlem af standen. For at slippe for yderligere plagerier får han lov til at give en omgang øl eller vin. Løjerne sluttede gerne med dåb, hvor svenden får et nyt navn. Han er nu fuldgyldigt medlem af lavet og kan drikke en skål med de øvrige svende. 
At det ikke altsammen var løjer og vittigheder viser et bønskrift fra den københavnske oldermand Johan Stenbuch, der i al underdanighed sender et bønskrift til kongen – vistnok i 1684, på et tidspunkt hvor behøvlingen var forbudt: 
Torde jeg...bede min allernaadigste Konge...at ville tillade os igen, at de Drenge, som haver udlært hos os, maatte af Svendene undervises i Haandwerksgewonheit og Arkitekturens forklaring, saa at de på andre steder kan for gyldig og uhindret passere.... herhos skal gerne være aldeles afskaffet Prædiken og Daab.... men uden Høvling kan det ikke ske.
Præken og dåb, vittigheder og anden forargelig optræden kunne det være lige meget med, men behøvlingen som sådan ansås for uundværlig. Svendene ville ikke blive anerkendt, hverken i Danmark eller i udlandet, hvis de ikke var behørigt behøvlede. Kongens svar til Stenbuch var fængsling i flere år. Fremmede svende blokerede København på det grundlag, og 1696 genindførtes behøvlingen, men uden de dele, der forargede myndighederne. Ikke alle byer havde behøvlingsret. Det betød, at nye svende undertiden måtte rejse langt for at blive ordentlige svende. Hverken Assens eller Kolding havde retten, og svendene måtte til henholdsvis Odense og Horsens. Og så var det endda ikke nær så zünftigt at blive behøvlet i provinsen som i hovedstaden. 
Forbud og tilladelser til behøvling skiftede igennem det følgende århundrede indtil den sidste kongelige forordning af 21. marts 1800: 
Kongen vil ikke taale, at Lavene i nogen Henseende staae under Tvang af udlændiske Lavs-Fordomme, Vedtægter eller Skikke, der stride mod Hans Love... Som Følge heraf, skal alle Skikke og Ceremonier, der bære Præg af ældre Tiders raae og vilde Sæder, saasom Behøvling, Sværten i Ansigtet, og deslige, hvad Navn de end maatte have, aldeles afskaffes.
Det var en postgang for sent. Skikken havde mistet sin betydning, men kongen fik det sidste ord i den sag. Forbud er til glæde for historikerne: så længe der kommer forbud, ved de, at skikken blomstrer. Men da det sidste forbud blev udstedt, havde folket dog selv afskaffet skikken. 
Der er kun en enkelt reminiscens: selve ordet ubehøvlet. Mange er det, men de færreste tænker over, hvad det betyder.

## Eksterne Henvisninger
- Henningsen, Henning: Behøvling og Hønsning, 1960
- Ole Warthoe Hansen: Snedkernes behøvling, Købstadsmuseet "Den Gamle By" 1984
- http://www.baskholm.dk/haandbog/haandbog.html Arkiveret 16. september 2008 hos  Wayback Machine